# Kosuke Hagino
Kosuke Hagino, född 15 augusti 1994 i Oyama, Japan, är en japansk simmare.
Vid de olympiska simtävlingarna i Rio de Janeiro 2016 vann han guld på 400 meter medley, silver på 200 meter medley och brons med det japanska laget på 4x200 meter frisim. Han har också en individuell bronsmedalj från de olympiska simtävlingarna i London 2012.
Vid OS i Tokyo 2021 tog sig Hagino till finalen på 200 meter medley och slutade på 6:e plats. Han var även en del av Japans lag på 4×200 meter frisim som slutade på 12:e plats.